# Exochaenium exiguum
Exochaenium exiguum är en gentianaväxtart som beskrevs av Arthur William Hill. Exochaenium exiguum ingår i släktet Exochaenium och familjen gentianaväxter. Inga underarter finns listade i Catalogue of Life.